# Bissendorf
Bissendorf is een gemeente in de Duitse deelstaat Nedersaksen, die ligt in het Landkreis Osnabrück. De gemeente grenst in het westen aan de stad Osnabrück. De gemeente telt 14.700 inwoners. Naburige plaatsen zijn onder andere Bad Essen, Bad Iburg en Bad Laer. De gemeente Bissendorf wordt doorsneden door het riviertje de Hase.
Het meest bezienswaardige gebouw is slot Schelenburg, een waterburcht. De familie Schele (zie: Sweder Schele; Weleveld), in de 16e en 17e eeuw een belangrijke Twentse adellijke familie, is van hier afkomstig.
In Bissendorf ligt het Großsteingrab Jeggen, deze megaliet is onderdeel van de Straße der Megalithkultur.

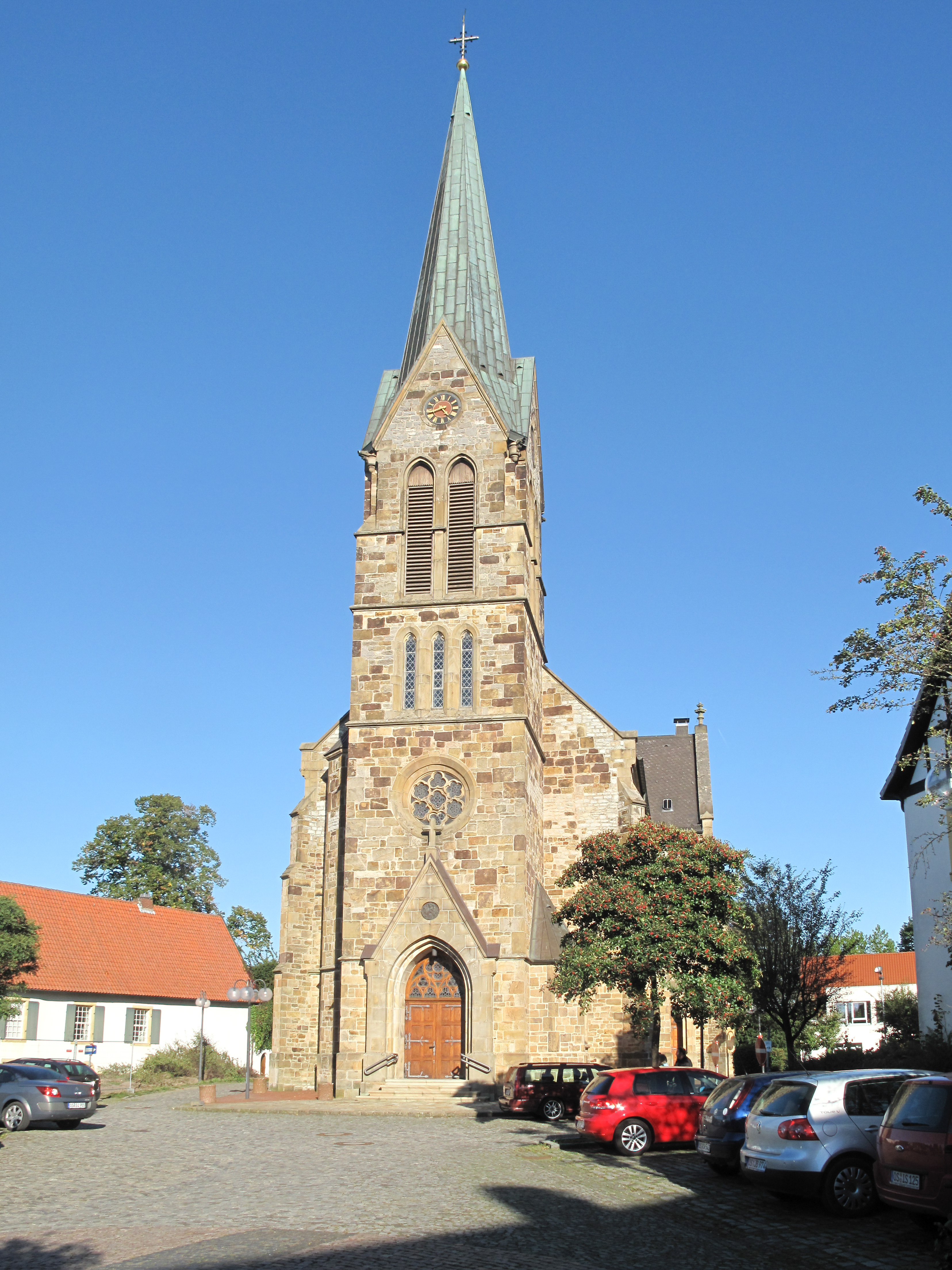
Bissendorf, kerk: die Sankt Dionysius-Kirche
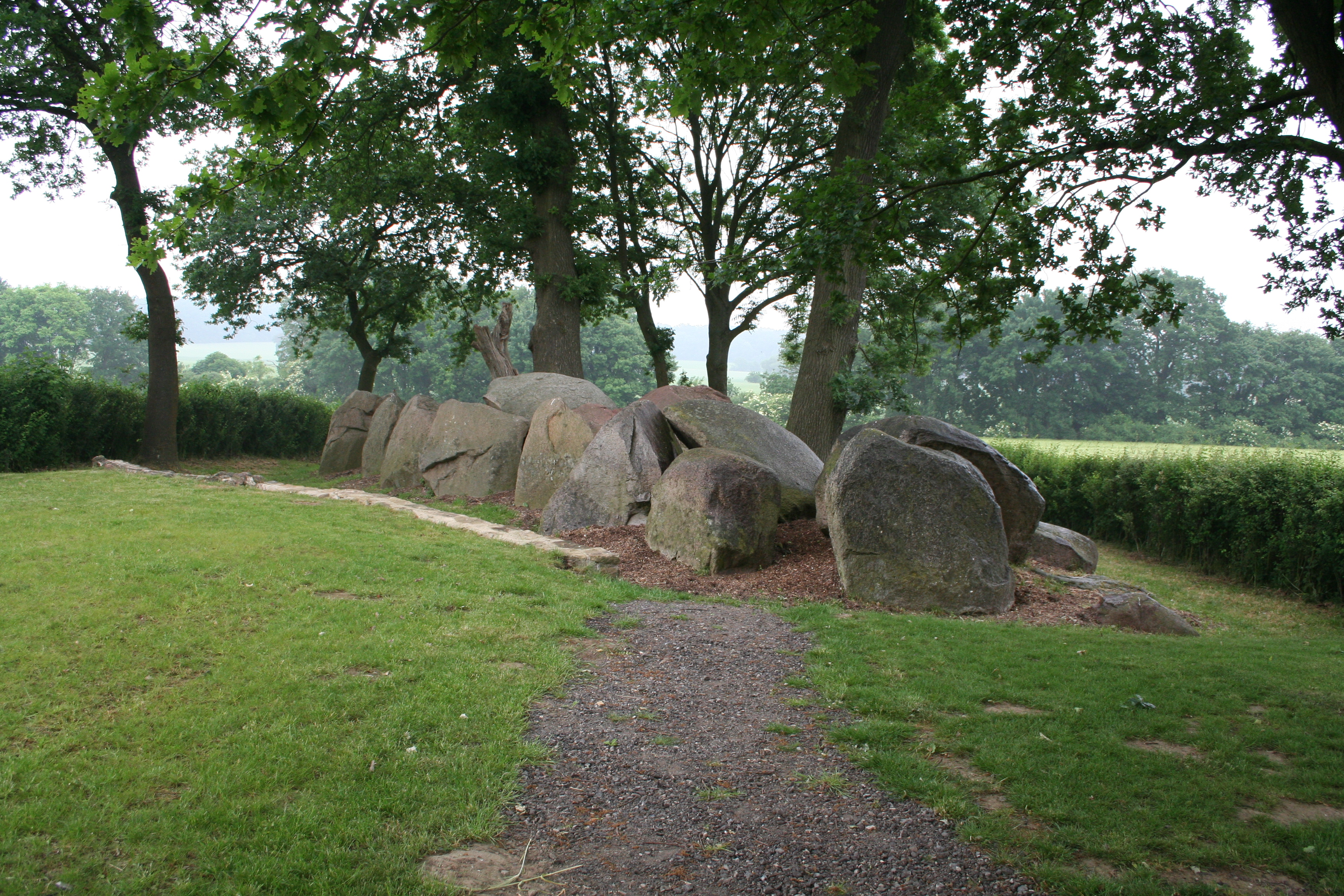
Großsteingrab Jeggen

- Gemeinsame Normdatei: 4267089-5
- Library of Congress Control Number: n97098837
- MusicBrainz: 2d7e391a-4da2-496a-91d2-c17962abd8a0
- Nationale Bibliotheek van Israël: 987007545165505171
- Virtual International Authority File: 147923656
- WorldCat: E39PBJwhtVw93Pq7FVh49vHHmd

Alfhausen · 
Ankum · 
Bad Essen · 
Bad Iburg · 
Bad Laer · 
Bad Rothenfelde · 
Badbergen · 
Belm · 
Berge · 
Bersenbrück · 
Bippen · 
Bissendorf · 
Bohmte · 
Bramsche · 
Dissen am Teutoburger Wald · 
Eggermühlen · 
Fürstenau · 
Gehrde · 
Georgsmarienhütte · 
Glandorf · 
Hagen am Teutoburger Wald · 
Hasbergen · 
Hilter am Teutoburger Wald · 
Kettenkamp · 
Melle · 
Menslage · 
Merzen · 
Neuenkirchen · 
Nortrup · 
Ostercappeln · 
Quakenbrück · 
Rieste · 
Voltlage · 
Wallenhorst